# 판차넬라

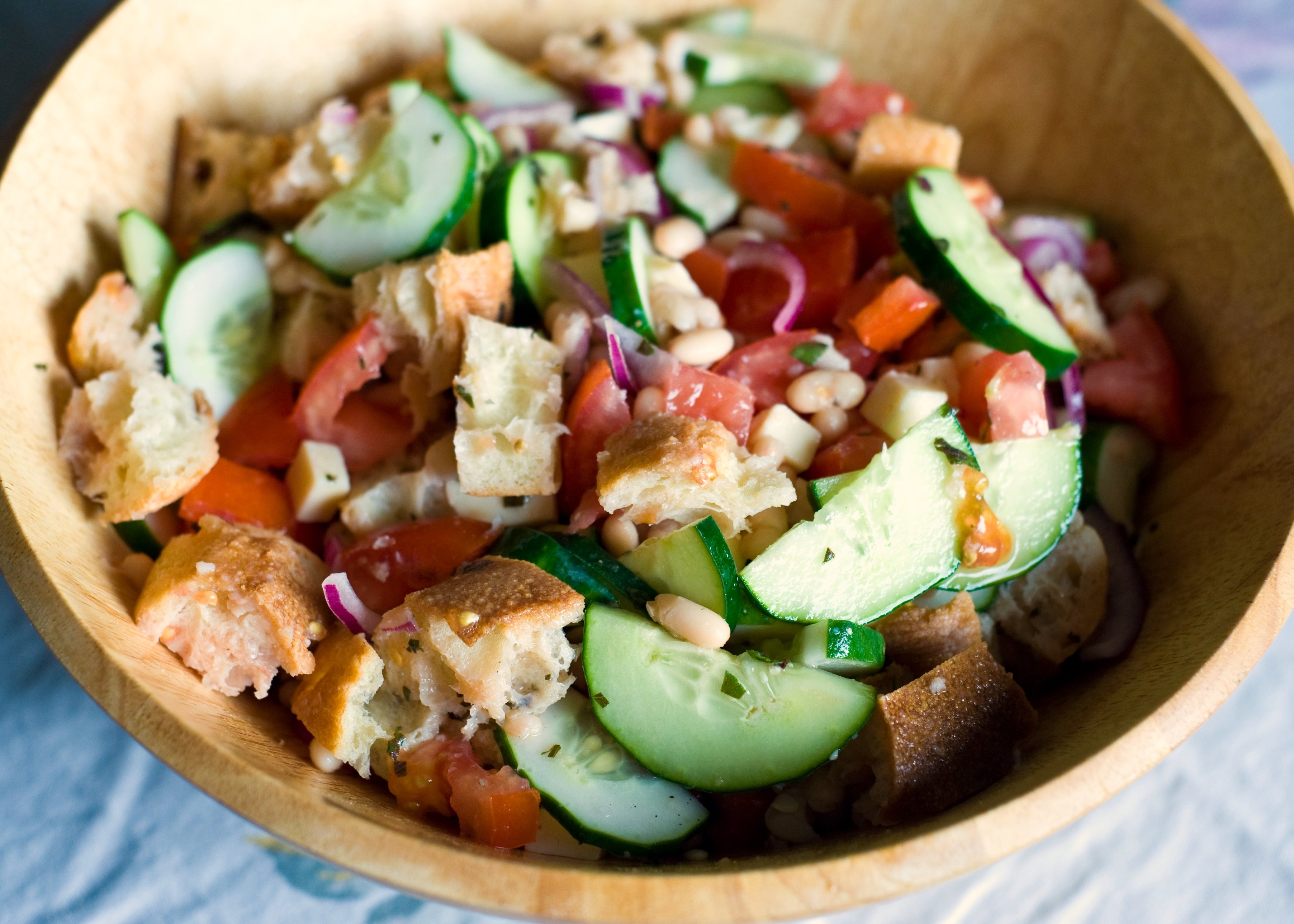
판차넬라

판차넬라(Panzanella 혹은 panmolle)는 이탈리아 토스카나주에서 나타나는 빵과 토마토로 조리한 샐러드로 여름 음식이다. 적신 빵과 토마토로 만들며 양파나 바질을 올리브유나 식초에 간 하여 첨가한다. 다른 지방에서도 널리 퍼진 음식이다.

## 역사
16세기의 화가이자 시인인 브론치노는 토스트와 함께 식초와 기름에 적셔 나온 기름을 칭송하는 노래를 했는데 그 다음 장에 양파와 오이, 쇠비름 등을 곁들인 샐러드에 대해 적었다. 이것은 종종 판타넬라에 대한 묘사로 해석(간주)된다.

## 재료
판차넬라는 20세기까지만 해도 토마토가 아니라 양파가 주인 음식이었다.
현대화된 판차넬라는 물에 적신 빵과 즙을 짜내 건조시킨 토마토, 올리브유, 식초, 소금, 후추, 바질 등을 첨가하여 만드는데 양상추나 올리브, 모차렐라 치즈, 백포도주, 케이퍼, 셀러리, 당근, 적포도주, 적양파, 참치, 파슬리, 삶은 달걀, 민트, 레몬주스, 마늘 등을 첨가하기도 한다. 하지만 피렌체 지방 주민들은 여러 재료를 넣는 것은 먹지 않는다.

## 같이 보기
- 팟투시